# Ministero delle finanze (Afghanistan)
Il Ministero delle finanze (in pashtu: وزارت مالیه افغانستان) è il dicastero del governo afghano deputato alla finanza ed alle tasse.

## Ministri delle finanze

### Nel Regno dell'Afghanistan
- Muhammad Ayyub, 1929-1933[1]
- Mirza Muhammad Yaftali, 1933-1945[1]
- Muhammad Nauruz, 1945-1946[1]
- Mir Muhammad Haidar Husaini, 1946-1950[1]
- Muhammad Nauruz, 1950-1952[1]
- Ghulam Yahya Tarzi, 1952-1954[1]
- Abdul Malik Abdul-Rahimzay, 1954-1957[1]
- Abdullah Malikyar, 1957-1963[1]
- Sayyid Qasim Rishtiya, 1963-1965[1]
- Abdullah Yaftali, Novembre 1965 - Febbraio 1967[2]
- Abdul Karim Hakimi, Gennaio 1967 - Novembre 1967[3]
- Muhammad Anwar Ziyai, Novembre 1967 - Novembre 1969[3]
- Mohammad Aman, Novembre 1969 - Giugno 1971[3]
- Ghulam Haidar Dawar, Giugno 1971 - Dicembre 1972[1][3]
- Muhammad Khan Jalalar, Dicembre 1972 - Luglio 1973[3]

### Nella Repubblica dell'Afghanistan
- Sayyid Abdulillah, Agosto 1973 - 1973[1][3]
- Mohammad Hasan Sharq, Novembre 1975 - 1976 - ?[3]
- Sayyid Abdullah, Marzo 1977 - Aprile 1978,[3]

### Nella Repubblica Democratica dell'Afghanistan
- Saleh Mohammad Zirai, Aprile 1978 - Maggio 1978[3]
- Abdul Karim Misaq, Maggio 1978 - Aprile 1979 - ?[3][4]
- Mohammad Abdul Wakil, Dicembre 1979 - 1984[3][5]
- Mohammad Kabir, Luglio 1984 - Giugno 1988[6][7]
- Hamidullah Tarzi, Giugno 1988 - Maggio 1990[3]
- Muhammad Hakim, Maggio 1990 - 1991[3]

### Nello Stato Islamico dell'Afghanistan
- Hamidullah Rahimi, 1992 - ?[8]
- Karim Khalili, ? - 1993 - 1996[9]
- Abdul Hadi Arghandiwal, Luglio 1996 – Settembre 1996[10]

### Nell'Emirato Islamico dell'Afghanistan
- Mohammad Ahmadi, ? - 1999 - ?[11]
- Agha Jan Motasim, ? - 1999 - ?[12]
- Muhammad Taher Anwari, ? - 2000 - ?

### Nella Repubblica Islamica dell'Afghanistan
- Hedayat Arsala, Dicembre 2001 - Giugno 2002
- Ashraf Ghani, Giugno 2002 - Dicembre 2004[13]
- Anwar ul-Haq Ahady, Dicembre 2004 - Febbraio 2009|[14]
- Omar Zakhilwal, Febbraio 2009 – Febbraio 2015[15]
- Eklil Ahmad Hakimi, Febbraio 2015 – Marzo 2018|[16]
- Mohammad Qayoumi, Aprile 2018 – Marzo 2020
- Abdul Hadi Arghandiwal, Marzo 2020 – Gennaio 2021[17]
- Khalid Painda, Gennaio 2021 - Agosto 2021[18][19][20]

### Nell'Emirato Islamico dell'Afghanistan
- Gul Agha Ishakzai, 24 agosto 2021 - in carica[21]